# Hélène Cornette
Hélène Aimée Louise Flavie Cornette (Ieper, 19 oktober 1867 – Elsene, 23 november 1957) was een Belgisch kunstschilder en beeldhouwer.

## Leven en werk
Hélène Cornette werd geboren in Ieper, haar vader was er arts, schepen en voorzitter van het academiebestuur. Ze werd opgeleid door de schilder Louis Delbeke. Een portret dat ze van hem maakte is opgenomen in de collectie van het Stedelijk Museum in Ieper. Vanaf 1890 richtte Cornette zich voornamelijk op beeldhouwkunst en maakte ze onder andere bustes, portretten en figuurcomposities. Ze nam in 1890 deel aan een ontwerpwedstrijd voor een beeld ter nagedachtenis aan Alphonse Vandenpeereboom (1812-1884) in Ieper. Ze werd tweede en haar tweeënhalve meter hoge gipsen model werd geplaatst in de Lakenhalle. Tijdens de Eerste Wereldoorlog werd het gebouw bij de Eerste Slag om Ieper vernield en ging het Cornettes beeld verloren.
Ze vestigde zich rond 1893 met haar ouders in Elsene onder Brussel. Ze kwam in de hoofdstad in aanraking met onder anderen Paul Du Bois, Charles Hermans en Octave Maus. Vooral Hermans had invloed op haar werk. Cornette sloot zich aan bij de groep La Libre Esthétique, waarmee ze exposeerde in 1896, 1900 en 1902. Naar aanleiding van de tentoonstelling in Brussel in 1900 schreef een criticus in het Algemeen Dagblad: "Mejuffrouw Cornette boezemde mij het meeste belang in. Haar Moeder Abdis, haar Dood kindje, haar Neerslachtigheid zijn degelijk uitgevoerd en mooi van gevoel beide." Ze behoorde met onder anderen Elise Van den Bossche, Henriëtte Calais, Adelaïde Lefebvre, Jenny Lorrain, Juliette Samuel-Blum, Berthe Van Tilt, Yvonne Serruys en Julia Vanzype tot de eerste generatie Belgische beeldhouwsters die vanaf eind 19e eeuw deelnamen aan de Belgische Salons. Ze nam verder deel aan tentoonstellingen in onder andere Antwerpen, Namen, Luik, Parijs, München en Turijn. Ze is de enige vrouw van wie een werk is opgenomen in de portrettengalerij van de Koninklijke Vlaamse Academie. In 1921 schonk ze een aantal pleisterwerken aan het Museum van Elsene, waaronder een buste van Charles Hermans.
Hélène Cornette overleed op 90-jarige leeftijd.

## Enkele werken
- 1890: ontwerp monument voor politicus Alphonse Vandenpeereboom, Ieper.
- 1892: reliëf van de heilige Agnes.[7] Bedoeld voor het Jubelpark maar niet geplaatst, later opgenomen in de collectie van het Museum Kunst & Geschiedenis.
- ca. 1898: buste van de schilder Alexandre Markelbach. In 1920 opgenomen in de portrettengalerij van de Koninklijke Academie der Letteren en Schone Kunsten in Brussel.
- 1900: Neerslachtigheid, naakte vrouwenfiguur.
- 1909?: reliëf La Sculpture of Beeldhouwwerk. In 1909 getoond tijdens het salon van Brussel, opgenomen in de collectie van het museum van Elsene.
- buste van de schilder Charles Hermans, opgenomen in de collectie van het museum van Elsene.

- RKD-Nederlands Instituut voor Kunstgeschiedenis: 331038